# Liste der Biografien/Rief
Liste der Biografien |
Portal Biografien |
Personensuche
# |
A |
B |
C |
D |
E |
F |
G |
H |
I |
J |
K |
L |
M |
N |
O |
P |
Q |
R |
S |
T |
U |
V |
W |
X |
Y |
Z |
?
 
Ra |
Rb |
Rd |
Re |
Rh |
Ri |
Rj |
Rk |
Rl |
Rm |
Rn |
Ro |
Rr |
Rs |
Rt |
Ru |
Rv |
Rw |
Rx |
Ry |
Rz
 
Ria |
Rib |
Ric |
Rid |
Rie |
Rif |
Rig |
Rih |
Rii |
Rij |
Rik |
Ril |
Rim |
Rin |
Rio |
Rip |
Riq |
Rir |
Ris |
Rit |
Riu |
Riv |
Riw |
Rix |
Riy |
Riz
 
Rieb |
Riec |
Ried |
Rief |
Rieg |
Rieh |
Riek |
Riel |
Riem |
Rien |
Riep |
Rier |
Ries |
Riet |
Rieu |
Riev |
Riew |
Riex |
Riez
Die Liste der Biografien führt alle Personen auf, die in der deutschsprachigen Wikipedia einen Artikel haben. Dieses ist eine Teilliste mit 30 Einträgen von Personen, deren Namen mit den Buchstaben „Rief“ beginnt.

## Rief
- Rief, Carina-Maria (* 1981), österreichische Schauspielerin und Sprecherin
- Rief, Hans-Herman (1909–2009), deutscher Kunsthistoriker und Sammler
- Rief, Josef (1924–2021), katholischer Theologe
- Rief, Josef (* 1960), deutscher Politiker (CDU), MdB
- Rief, Max (1893–1980), deutscher Kaufmann und Politiker (BVP, CSU, WAV)
- Rief, Michael, österreichischer Kurator, Restaurator und stellvertretender Museumsdirektor
- Rief, Winfried (* 1959), deutscher Psychologe und Hochschullehrer

### Riefe
- Riefenstahl, Ferdinand (1826–1870), deutscher Jurist und Parlamentarier
- Riefenstahl, Heinz (1906–1944), deutscher Ingenieur
- Riefenstahl, Leni (1902–2003), deutsche FilmregisseurinLeni Riefenstahl (1902–2003)

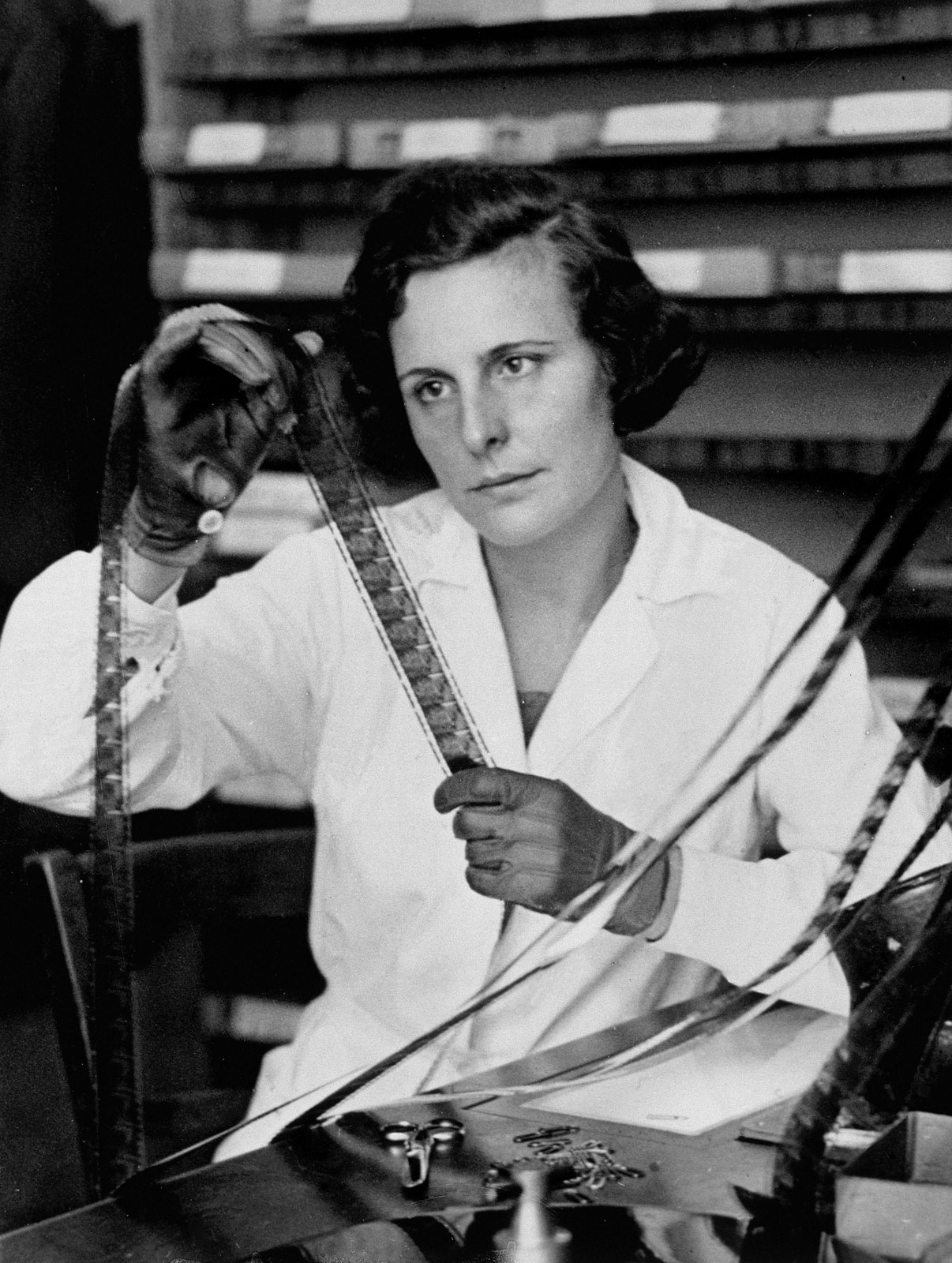
Leni Riefenstahl (1902–2003)

- Riefenstahl, Robert (1823–1903), deutscher Landschaftsmaler
- Riefenstein, Thure (* 1965), deutscher Schauspieler und Regisseur
- Riefers, Anke (* 1940), deutsche Politikerin (SPD) und Bürgermeisterin
- Riefers, Philip (* 1990), deutscher Eishockeyspieler
- Riefesell, Johann Theobald (1836–1895), deutscher Maler und Zeichenlehrer

### Rieff
- Rieff, David (* 1952), amerikanischer Publizist
- Rieff, Karl Theodor von (1816–1908), preußischer Generalleutnant
- Rieffel, Franz von (1815–1858), deutscher Ministerialbeamter
- Rieffel, Lisa (* 1975), US-amerikanische Schauspielerin und SängerinLisa Rieffel (* 1975)

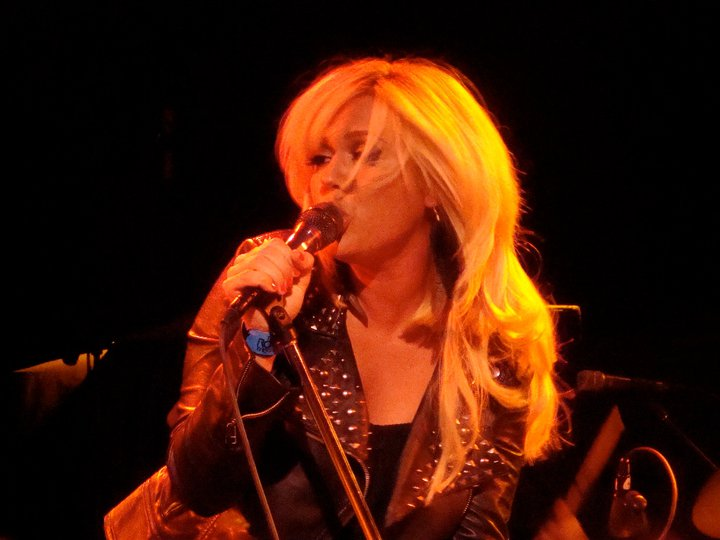
Lisa Rieffel (* 1975)

- Rieffel, Marc (* 1937), US-amerikanischer Mathematiker
- Rieffert, Johann Baptist (1883–1956), deutscher Psychologe und Philosoph

### Riefl
- Riefler, Ferdinand (1897–1975), österreichischer Politiker (ÖVP), Landtagsabgeordneter
- Riefler, Sigmund (1847–1912), deutscher Physiker, Uhrmacher und Fabrikant
- Rieflin, Karl-Friedrich (* 1892), deutscher Nationalsozialist
- Riefling, Dieter (* 1968), deutscher Neonazi und Kader der verbotenen Organisation FAP
- Riefling, Hans, deutscher Basketballspieler
- Riefling, Reimar (1898–1981), norwegischer Pianist, Musikkritiker und Musikpädagoge
- Riefling, Robert (1909–1988), norwegischer Pianist und Musikpädagoge

### Riefs
- Riefstahl, Karl (1808–1845), deutscher Geiger, Komponist und Musikjournalist
- Riefstahl, Wilhelm (1827–1888), deutscher Landschaftsmaler